# Mendoncia sprucei
Mendoncia sprucei är en akantusväxtart som beskrevs av Gustav Lindau. Mendoncia sprucei ingår i släktet Mendoncia och familjen akantusväxter. Inga underarter finns listade i Catalogue of Life.